# Channel Zero (historieta)
Channel Zero es una novela gráfica estadounidense escrita y diseñada por Brian Wood y Becky Cloonan.

## Publicación y resumen
Fue publicada por Image Comics en 1997 de manera periódica, hasta que en 2000, AiT/Planet Lar se hizo con los derechos de distribución. En 2002 y 2003 fueron publicados los títulos Public Domain: A Channel Zero y Channel Zero: Jennie One (como secuela), respectivamente.
La trama está ambientada en una distópica Nueva York. El personaje principal, Jennie 2.5, es una hacker que mediante una frecuencia televisiva ilegal insta a los televidentes a que se revelen contra la teocracia violenta de Nueva York y de Estados Unidos.

## Recepción
Matthew Shaer de The Village Voice describió la obra de Wood como una reminiscencia a los trabajos de William Gibson, por su parte, Keith Giles de Comic Book Resources declaró que la novela muestra un "talento temprano del artista del que hay que tener en cuenta".